# الکساندر بارون
الکساندر بارون (انگلیسی: Alexander Baron; ۴ دسامبر ۱۹۱۷ – ۶ دسامبر ۱۹۹۹) یک فیلم‌نامه‌نویس اهل بریتانیا بود.
از فیلم‌هایی که وی در آن‌ها نقش داشته است، می‌توان به محاصره خیابان سیدنی اشاره نمود.